# ديب دايف دبي
ديب دايف دبي هو حمام سباحة بعمق 60 متر في دبي وهو أعمق حمام سباحة في العالم حالياً، تم تصميم حمام السباحة ليحاكي مدينة غارقة من جدران وغرف مفروشة وسيارة غارقة كما يمكن استخدام حمام السباحة كموقع تصوير تحت الماء. تم افتتاح حمام السباحة بشكل جزئي في يوليو 2021 ومن المقرر أن يُفتتح للجمهور في أواخر 2021.  يعد ديب دايف دبي أحدث المشاريع التي يمكن ضمها إلى سلسلة طويلة من الأرقام القياسية التي حققتها دبي ودخلت بها إلى  موسوعة غينيس للأرقام القياسية،  يعد ديب دايف دبي أحدث المشاريع التي يمكن ضمها إلى سلسلة طويلة من الأرقام القياسية التي حققتها دبي ودخلت بها إلى موسوعة غينيس العالمية، حيث تم تعبئة الحوض بنحو 14 مليون لتر من المياه، وهو  يعادل 6 مسابح أولمبية.  

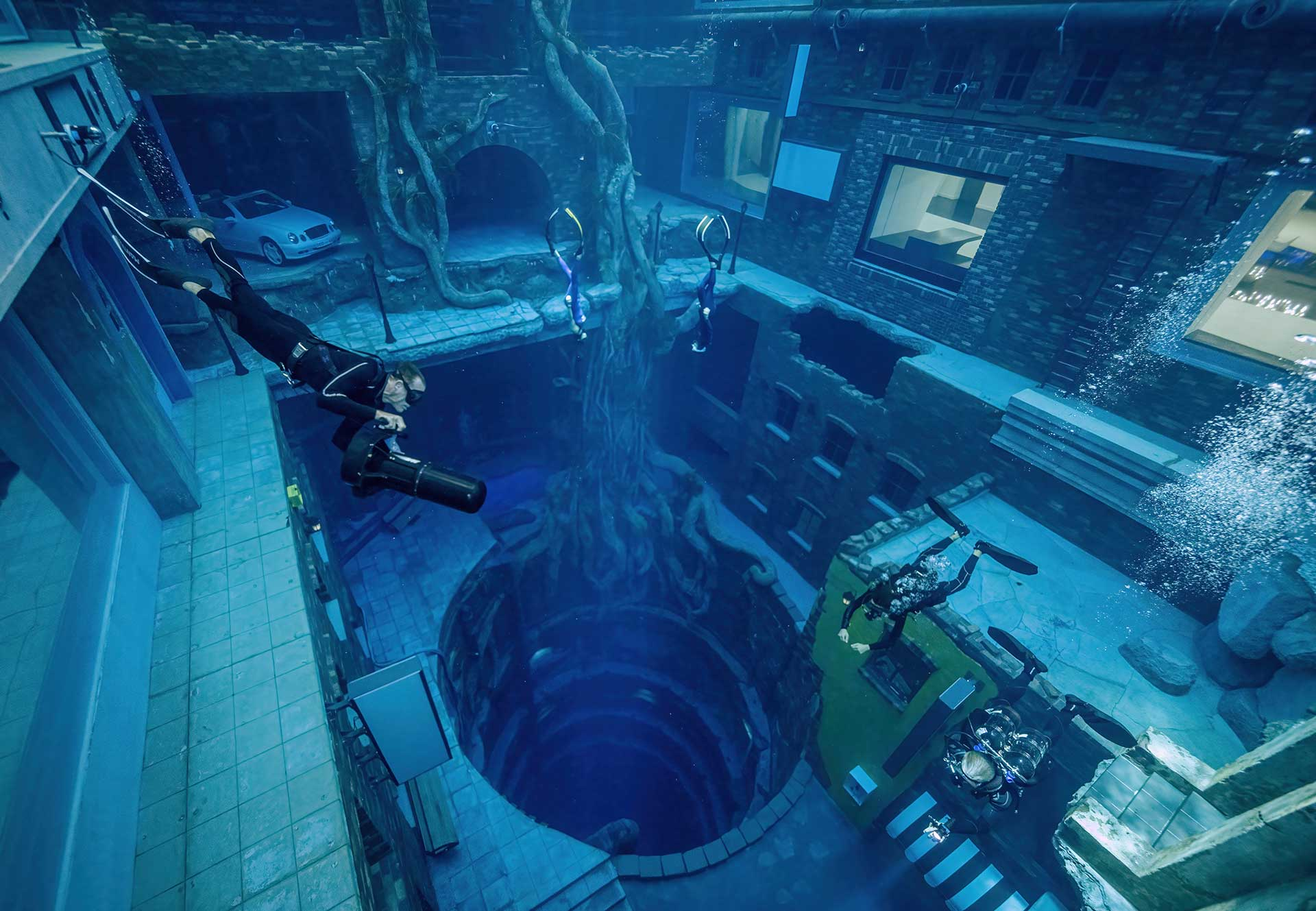
ديب دايف دبي

تم تصميم الحوض على شكل المحار في مقاربة لتراث دبي في الغوص بحثاً عن اللؤلؤ كما تغطي زوايا الحوض 56 كاميرا ومجموعة متكاملة من أجهزة الصوت والإضاءة .

## روابط خارجية
الموقع الرسمي ل ديب دايف دبي